# KateOS
KateOS – nierozwijana od 2009 roku polska dystrybucja Linuksa, początkowo oparta na Slackware, natomiast od wersji 3.0 korzystająca z formatu pakietów TGZex rozszerzonego względem formatu pakietów Slackware o obsługę zależności oraz wielu języków. Przeznaczona dla średnio zaawansowanych użytkowników systemu Linux. Do zarządzania pakietami służyły natywne narzędzia KateOS – PKG i Updateos. Poczynając od wersji 3.2 pojawiły się również narzędzia graficzne służące do obsługi systemu KateOS. Część z tych narzędzi powstała z użyciem technologii PHP-GTK.

## Założenia
Celem projektu KateOS było stworzenie systemu operacyjnego, który miał być odpowiedzią na dziurę rynkową spowodowaną, w mniemaniu autorów, podziałem wszystkich dystrybucji Linuksa na trzy typy (typu desktop, serwerowe, ogólnego użytku). Przez połączenie najlepszych cech ze wszystkich typów dystrybucji Linuksa oraz dalszy rozwój KateOS miał stać się odpowiednią dystrybucją dla prawie każdego (administrator, programista, użytkownik domowy). Cele te miały zostać osiągnięte za pomocą możliwie najprostszych rozwiązań, które nie powinny naruszyć struktury całego systemu i pozwolić użytkownikom na ręczne modyfikacje.

## Historia
Projekt KateOS powstał pod koniec 2003 roku pod nazwą Kate Linux. Jego założycielem był Damian Rakowski, będący liderem projektu do końca jego funkcjonowania.
Kate Linux 1.0 Rabbit (seria I)
Pierwsza wersja systemu została wydana w połowie roku 2004. System bazował na Slackware 9.0, jednak w odróżnieniu od dystrybucji bazowej, używał mechanizmu autoryzacji PAM, oraz posiadał wzbogacony zestaw pakietów, który zapewniał pełną obsługę multimediów. Z powodu problemów z serwerem głównym (który rzadko kiedy był włączony) mało osób dowiedziało się o istnieniu projektu. Po zmianie serwera dystrybucja powoli zaczęła zdobywać użytkowników. Kate Linux 1.0 był jedną z pierwszych dystrybucji, która zaadaptowała jako domyślne środowisko graficzne Xfce (4.0). Po pewnym czasie wyszedł Kate Linux 1.0.1, który był wydaniem poprawkowym (zawierającym UpdatePack 1), oraz wersja Live systemu.
Kate Linux 2.0 Zyklon (seria II)
Kolejna seria, którą rozpoczynała wersja 2.0 była już systemem oderwanym od Slackware. System został wydany 9 kwietnia 2005 roku, wywołując skandal swoją nazwą kodową. Wiele osób mylnie skojarzyło nazwę Zyklon z Zyklon-B, oskarżając twórców systemu o związek z organizacjami faszystowskimi. Ponieważ w Kate_Teamie były jedynie osoby, których rodziny były ofiarami II wojny światowej sytuacja bardzo szybko się wyjaśniła. Choć wiele osób kojarzy nazwę kodową serii z deathmetalowym zespołem Zyklon, nazwa ta powinna w tym przypadku być kojarzona z niemieckim słowem oznaczającym cyklon (huragan). Dzięki temu drobnemu zamieszaniu, projekt uzyskał większy rozgłos i rozpoczął się okres dynamicznego rozwoju Kate Linux. Kate 2.0 po raz pierwszy posiadał rozszerzone pakiety TGZex, które były gotowe do zdalnej aktualizacji. Z powodu zamieszania w Kate_Teamie 2.0 został wydany bez narzędzia wykorzystującego możliwości tych pakietów. Wersja 2.0 była wydaniem perspektywicznym, bazą dla kolejnych modyfikacji systemu. Była to także pierwsza wersja używająca jądra Linux 2.6.
6 maja 2005, projekt zmienił nazwę na KateOS. Zmiana była wymuszona konfliktem nazwy z edytorem tekstu KDE (kate).
22 maja 2005 została wydana wersja 2.0.1, która jako pierwsza w historii projektu dostarczała narzędzie do zdalnej aktualizacji pakietów. Piotr Korzuszek napisał pierwszą wersję własnego menedżera pakietów KateOS – Updateos. Program pozwalał na prostą aktualizację systemu, dzięki czemu użytkownicy serii mogli przez kolejne 10 miesięcy aktualizować swój system. Nowa wersja poprawiała wiele wykrytych błędów.
21 czerwca 2005 projekt wydał kolejną wersję systemu – 2.1. Była to przełomowa chwila dla projektu, od tej pory dystrybucja zyskiwała na popularności, a tempo jej rozwoju stale rosło. Wraz z tą wersją narzędzie Updateos otrzymało możliwość zdalnej instalacji pakietów, a sam system używał nowego systemu wątków – NPTL oraz obsługiwał system plików Reiser4.
13 sierpnia 2005 miało miejsce wydanie pierwszej wersji LIVE serii II KateOS. Wydanie zachwycało bardzo nietypowym domyślnym wystrojem graficznym. Wersja LiveCD używała technologii squashfs (dzięki czemu na jednej płytce CD umieszczono 2 GB danych) oraz unionfs (możliwość zapisu w każdym miejscu systemu plików). Dystrybucja posiadała system automatycznej detekcji sprzętu i konfiguracji serwera X.
13 października 2005 dostępne było kolejne wydanie, wersja 2.2. Wersja ta przyniosła pewne ułatwienia w procesie instalacji i konfiguracji systemu.
7 grudnia 2005 została wydana ostatnia wersja serii II – 2.3. Jak zwykle nowe wydanie wnosiło szereg aktualizacji i poprawionych błędów. Narzędzie Updateos uzyskało nowe możliwości, a sam system zyskał lepszą detekcję sprzętu (dzięki narzędziu discover).
KateOS 3.0 Virgin (seria III)
12 kwietnia 2006 udostępniona została pierwsza odsłona KateOS 3.0. Był to początek prężnego rozwoju systemu, prowadzącego do wydania wersji 3.0.
9 sierpnia 2006 wydana została długo oczekiwana wersja 3.0. System wnosił rewolucyjne zmiany, był zbudowany całkowicie od podstaw, na bazie najnowszych komponentów. System pakietów został całkowicie przepisany, dzięki czemu powstało narzędzie PKG, Updateos2 oraz biblioteki libupdateos i libsmarttools. Po raz kolejny pakiety zostały rozszerzone, dzięki czemu możliwa była obsługa zależności między pakietami, oraz opisy w wielu językach. System został całkowicie spolszczony – instalator, narzędzia systemu, skrypty startowe potrafiły komunikować się z użytkownikiem w języku polskim. Każdy pakiet będący w dystrybucji posiadał opis w naszym ojczystym języku. Proces instalacji został usprawniony, w wyniku czego po 15 minutach system był gotowy do pracy. Dystrybucja do detekcji sprzętu, automontowania nośników wymiennych używała połączenia demonów Udev Dbus i Hal. Wydanie to było jedną z najnowocześniejszych dystrybucji Linuksa na świecie.
4 września 2006 wydano wersje LIVE KateOS z serii III działającą bezpośrednio z płyty CD. Miała służyć jako demo możliwości systemu oraz narzędzie przydatne w czasie ratowania danych. Na płycie zostało skompresowane 2 GB danych, które zawierały środowisko Xfce wraz z aplikacjami multimedialnymi i biurowymi. Ta wersja LIVE automatycznie wykrywała i konfigurowała dostępny sprzęt, dzięki czemu kilka minut po włożeniu płyty CD użytkownik miał w pełni funkcjonalny system.
7 października 2006 wydana została wersja systemu 3.1, druga odsłona w ramach serii III. Zawierała poprawki wykrytych do tej pory błędów. Zaktualizowane zostało także środowisko GNOME, była to pierwsza wersja GNOME w KateOS specjalnie dostosowana do tego systemu. Nowością był program napisany specjalnie dla KateOS, informujący użytkownika o nowych aktualizacjach: Update-notifier. Aplikacja pozwalała także na łatwy wybór pakietów i ich aktualizowanie (program został napisany w oparciu o bibliotekę libupdateos i obsługiwał tylko repozytoria/pakiety KateOS).
21 grudnia 2006 wydano wersje 3.2 w której oprócz poprawek i aktualizacji zaprezentowano nowe narzędzie KatePKG. KatePKG to narzędzie graficzne do zarządzania pakietami KateOS, napisane w PHP przy użyciu biblioteki PHP-GTK. Nowa aplikacja pozwalała w prosty sposób instalować, aktualizować i usuwać pakiety. Program obsługiwał dowolną liczbę repozytoriów, także tych utrzymywanych lokalnie na dysku twardym. Dodatkowo biblioteka libsmarttools została poddana gruntownemu przeglądowi i optymalizacji, dzięki czemu korzystające z niej aplikacje (w tym Updateos2) pracowały nawet do 60% szybciej. Kolejną istotną zmianą było przejście na nowego bootloadera. Porzucono LILO na rzecz GRUB-a, mając nadzieję, że spełni on lepiej wymagania użytkowników i uprości proces aktualizacji jądra systemu. Polscy użytkownicy KateOS dodatkowo otrzymali skrypt ułatwiający konfigurację popularnej usługi Neostrada.
17 września 2007 wydano wersję 3.6: oprócz licznych aktualizacji i poprawek dodano w niej możliwość programowej hibernacji systemu, nowe graficzne narzędzie do konfiguracji sieci KateLAN, a initrd został zastąpiony przez initramfs. Wersja LIVE została zaopatrzona w nowy graficzny (napisany w PHP-GTK) instalator systemu, natomiast ten występujący w wersji CORE uległ uproszczeniu.
Po wydaniu wersji 3.6 prowadzone były pracę nad wersją 4.0, zakończone wydaniem 26 czerwca 2008 wersji 4.0 pre1. Prace zostały zarzucone w 2009 roku.